# Automeris zozine
Espèce
Automeris zozine est une espèce de papillon de la famille des Saturniidae.